# Wuma, Chongqing
Wuma (kinesiska: 五马) är en köping i sydvästra Kina. Den ligger i Fengjie härad i storstadsområdet Chongqing,  omkring 310 kilometer nordost om det centrala stadsdistriktet Yuzhong. Antalet invånare är 25 919. Befolkningen består av 12 343 kvinnor och 13 576 män. Barn under 15 år utgör 24,0 %, vuxna 15-64 år 62 %, och äldre över 65 år 13,0 %.